# Lactobacillus sanfranciscensis
Lactobacillus sanfranciscensis (tidigare L. sanfrancisco) är en art av släktet Lactobacillus, en mjölksyrabakterie som ger surdeg dess karakteristiska smak.
Surdeg består av en blandning av jäst, oftast Candida milleri, och mjölksyrabakterier. Candida milleri kan inte bryta ner maltos medan Lactobacillus behöver maltos. 
De kan därför samexistera utan att konkurrera om näring eftersom jästen använder andra sockerarter, som till exempel glukos. Mjölksyrabakterien producerar ett antibiotikum som heter cykloheximid som dödar många organismer, men inte Candida. Candida tål också den ättiksyra som mjölksyrabakterierna producerar.
För kommersiellt bruk odlas vissa stammar av L. sanfranciscensis och frystorkas för att sedan distribueras till bagerier världen runt.